# کاروانسرای خانه زینان
کاروانسرای خانه زنیان
 مربوط به دوره قاجار است و در شهرستان شیراز، روستای خان زنیان واقع شده و این اثر در تاریخ ۱۱ دی ۱۳۸۰ با شمارهٔ ثبت ۴۵۳۱ به‌عنوان یکی از آثار ملی ایران به ثبت رسیده است.